# Adalbert van Passau
Adalbert (overleden: 15 juni 970) was van 946-970 de 17e bisschop van het bisdom Passau .
In zijn regeerperiode vond in 955 de beroemde Slag op het Lechveld plaats. Hierbij versloeg koning Otto I de Grote de Hongaren vernietigend. Voor het bisdom Passau had dit tot gevolg dat zij nu weer haar werkzaamheden kon uitoefenen in het land aan de oostzijde van de rivier de Enns.